# Diadegma fabricianae
Diadegma fabricianae är en stekelart som beskrevs av Horstmann och Shaw 1984. Diadegma fabricianae ingår i släktet Diadegma och familjen brokparasitsteklar. Inga underarter finns listade i Catalogue of Life.